# Santa Severina
Santa Severina is een gemeente in de Italiaanse provincie Crotone (regio Calabrië) en telt 2292 inwoners (31-12-2004). De oppervlakte bedraagt 51,8 km², de bevolkingsdichtheid is 46 inwoners per km². Santa Severina is de geboorteplaats van Paus Zacharias.
De volgende frazioni maken deel uit van de gemeente: Altilia.

## Demografie
Santa Severina telt ongeveer 803 huishoudens. Het aantal inwoners daalde in de periode 1991-2001 met 9,7% volgens cijfers uit de tienjaarlijkse volkstellingen van ISTAT.
| Jaar | Inwoneraantal |
| ---- | ------------- |
| 1991 | 2578          |
| 2001 | 2327          |

## Geografie
De gemeente ligt op ongeveer 350 m boven zeeniveau.
Santa Severina grenst aan de volgende gemeenten: Belvedere di Spinello, Caccuri, Castelsilano, Rocca di Neto, Roccabernarda, San Mauro Marchesato, Scandale.

## Panorama

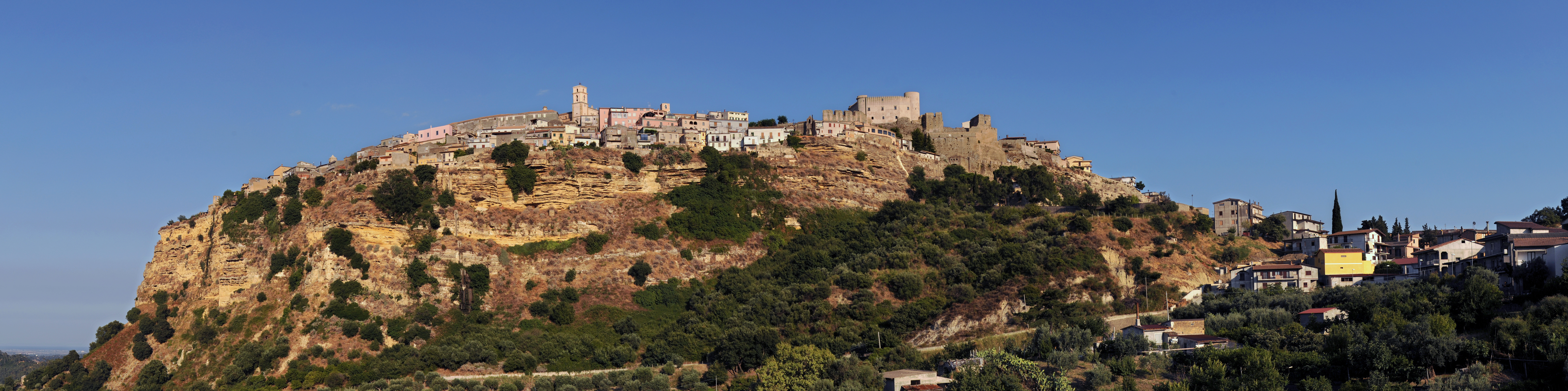
Panorama op Santa Severina

## Geboren
- Paus Zacharias (ca.679-752)